# Andrzej Ossowski
Andrzej Maria Ossowski (ur. 17 marca 1945 w Krakowie, zm. 12 stycznia 2021 tamże) – polski geofizyk, wykładowca akademicki i działacz społeczny.

## Życiorys
Syn Jerzego (1912–2002) i Ireny (1913–2007) z domu Kozubowskiej, urodził się w Krakowie w zasłużonej dla Polski rodzinie, sięgającej korzeniami średniowiecza i pieczętującej się herbem Dołęga. Maturę uzyskał w II Liceum Ogólnokształcącym im. Króla Jana III Sobieskiego w Krakowie. Był absolwentem Akademii Górniczo-Hutniczej im. Stanisława Staszica w Krakowie (AGH).
W okresie 1988–2004 był pracownikiem Katedry Geofizyki Wydziału Geologii, Geofizyki i Ochrony Środowiska AGH. Był specjalistą z zakresu komputerowej obróbki danych geofizycznych, modelowania w geofizyce otworowej i pomiarów w otworach wiertniczych. Wykładał także w Politechnice Krakowskiej i w Bielskiej Wyższej Szkole im. Józefa Tyszkiewicza.
Po 1990 uczestniczył w pracach podkomisji sejmowej ds. nowelizacji prawa geologicznego i górniczego. W latach 1999–2002 był członkiem Zarządu Głównego Polskiego Klubu Ekologicznego.
W 1999 otrzymał Srebrny Krzyż Zasługi, w 2020 został odznaczony Krzyżem Kawalerskim Orderu Odrodzenia Polski. W 2023 pośmiertnie odznaczony Krzyżem Wolności i Solidarności.
Zmarł w Krakowie 12 stycznia 2021. W uroczystościach pogrzebowych byli reprezentowani Prezydent RP i Wojewoda Małopolski. Prezydent pośmiertnie odznaczył go Krzyżem Oficerskim Orderu Odrodzenia Polski. Powiedziano o nim, że „z energią i determinacją łączył środowiska obywatelskie Krakowa”.
Pochowany został na Cmentarzu Batowickim w Krakowie w grobowcu rodzinnym (kwatera A-XXIV, rząd III, miejsce 4).

## Działalność społeczna
W latach studenckich był działaczem harcerskim, udzielał się w redakcji krakowskiego Tygodnika Studenckiego „Politechnik”. Był członkiem i współzałożycielem struktur NSZZ „Solidarność” na Wydziale Geologiczno-Poszukiwawczym AGH, w których działał w latach 1980–2004. Był redaktorem „Biuletynu Informacyjnego” Solidarności i angażował się w druk prasy podziemnej i jej kolportaż.
W 2011 przystąpił do Klubu Gazety Polskiej im. Janusza Kurtyki i od 2014 działał w zarządzie Klubu. Był współzałożycielem Akademickiego Klubu Obywatelskiego im. Prezydenta Lecha Kaczyńskiego (AKO) w Krakowie i pełnił funkcję jego sekretarza. Był współredaktorem materiałów konferencyjnych AKO o stanie szkolnictwa uniwersyteckiego w Polsce. Wziął udział we wszystkich czterech Konferencjach Smoleńskich – w II Konferencji (2013) jako współautor referatu. Reprezentował AKO w uroczystościach 155. rocznicy Bitwy Powstańczej pod Szklarami.
Działał na rzecz propagowania wspólnej historii polsko-węgierskiej. Od 2017 był wiceprzewodniczącym Komitetu Honorowego Budowy Pomnika Pála Telekiego w Krakowie, a także prezesem Komitetu Społecznego budowy tego pomnika. Rzeźba stanęła w listopadzie 2020 przy gmachu Wojewódzkiej Biblioteki Publicznej w Krakowie.

## Upamiętnienie
Wygłoszone w czasie uroczystości pogrzebowych wspomnienie Bogusława Doparta zostało opublikowane w miesięczniku „Wpis”. O Andrzeju Ossowskim napisano także, że „wkładał ogrom pracy w działalność AKO, w zasadzie to on podtrzymywał kontakt całego tego środowiska w Krakowie”. 